# Sida hermaphrodita
Sida hermaphrodita är en malvaväxtart som först beskrevs av Carl von Linné, och fick sitt nu gällande namn av Henry Hurd Rusby. Sida hermaphrodita ingår i släktet sammetsmalvor, och familjen malvaväxter. Inga underarter finns listade i Catalogue of Life.